# Влоет, Санне
Санне Влоет (нидерл. Sanne Vloet, род. 10 марта 1995; Донкербрук) — нидерландская модель.

## Биография
Родилась в 1995 году в небольшом селе Донкербрук рядом с Гронингеном. В детстве занималась художественной гимнастикой. В возрасте 14 лет приняла участие в телевизионном шоу Holland’s Got Talent, во время съемок привлекла внимание одного из модельных агентств. Семья поддержала выбор Санне относительно модельной карьеры и всячески ей содействовала. На большом подиуме дебютировала в Париже осенью 2013 года на показе Elie Saab. В 2015 , 2016 и 2017 годах была приглашена на итоговый показ компании Victoria’s Secret.
В различное время принимала участие в показах: Chanel, Stella McCartney, Anthony Vaccarello, Chloe, Armani, Vionnet, Изабель Маран, Dolce & Gabbana, Emilio Pucci, DSquared2, Derek Lam, Oscar de la Renta, Narciso Rodriguez, Ralph Lauren, Carolina Herrera, Michael Kors, Donna Karan New York, Anna Sui, Tom Ford, Francesco Scognamiglio, Iceberg, Bottega Veneta, Preen, Erdem, Richard Nicoll, Marchesa, Matthew Williamson, Topshop, Джейсон Ву, Ohne Titel, Tory Burch, Damir Doma, Bouchra Jarrar, Kenzo, Elie Saab, Georges Hobeika, Alexander McQueen и другие.